# Křesťanský fundamentalismus

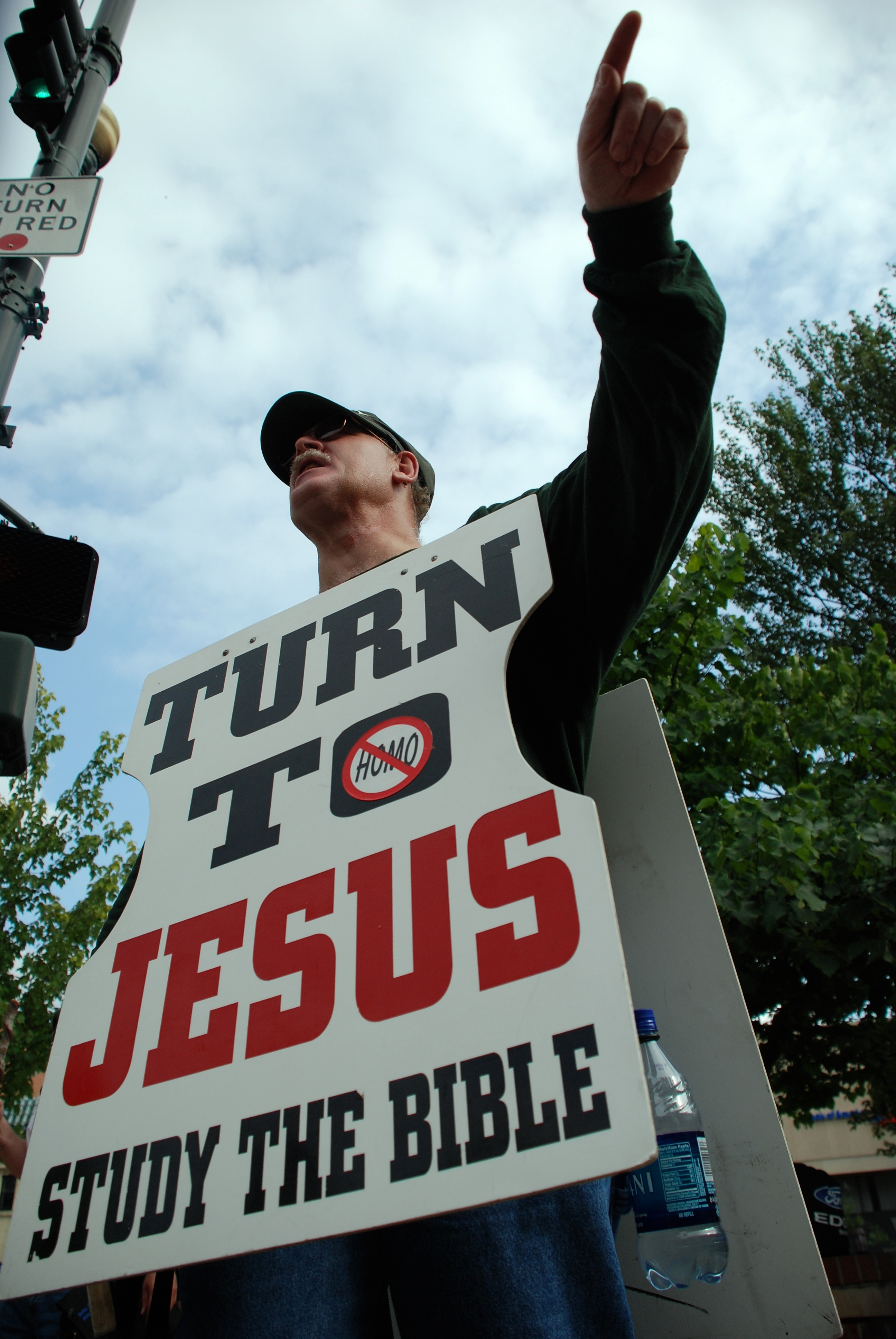
Demonstrant na obranu křesťanských hodnot protestující proti homosexualitě

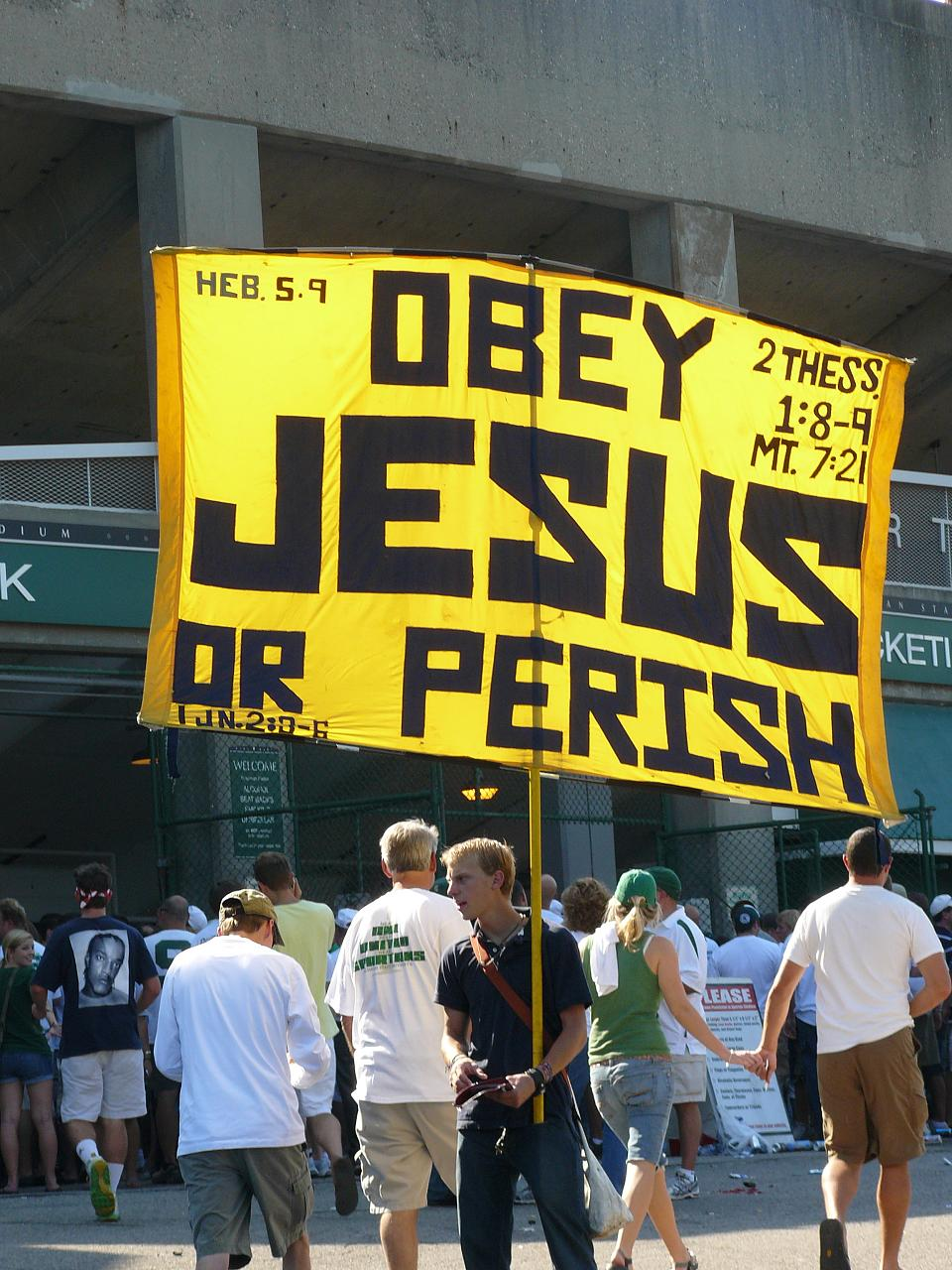
Demonstrant s heslem „poslouchej Ježíše nebo zhyň“

Křesťanský fundamentalismus (z lat. fundamentum - základ, podklad) je směr v křesťanském náboženství, který zahrnuje bezvýhradné, nekritické zastávání názorů určité náboženské křesťanské nauky. Velký důraz klade na bibli a hájí stanovisko literalismu - doslovného znění bible. Základ (fundamentum) křesťanství tvoří víra v dogmata a zázraky (např. neposkvrněné početí, neomylnost bible, tělesné zmrtvýchvstání), ovšem jejich výčty se liší. Shoda naopak panuje v přesvědčení o nepřípustné reformovatelnosti základů křesťanské víry např. prostřednictvím transformace různých vědeckých poznatků do teologie.
Cílem náboženského fundamentalismu je resakralizace společnosti, tedy přesun náboženství ze zadních řad, kam bylo zatlačeno novodobými vědeckými poznatky, sekularismem a moderní společností, zpět do popředí.
Náboženský fundamentalismus je přítomen ve všech významných náboženských směrech jako rozhodné vyjádření nesouhlasu s moderní společností. Křesťanský fundamentalismus vznikl jako první, protože se s moderní společností, vědeckým pokrokem a sekularismem potýkal jako první.

## Fundamentalismus, tradicionalismus a konzervatismus
Pojmy fundamentalismus, tradicionalismus a konzervatismus bývají někdy zaměňovány. Křesťanský fundamentalismus se ale od tradicionalismu a konzervatismu liší především tím, že neuznává mnohé tradice a považuje je za něco, co bylo k původní víře později lidmi přidáno (např. uctívání ostatků). Tradicionalisté v římskokatolické církvi jsou lidé, kteří nesouhlasí s vývojem církve a odmítají především Druhý Vatikánský koncil a jeho závěry. Dodnes např. praktikují předkoncilní tzv. Tridentskou mši. Konzervatisté oproti tomu respektují doktríny, učení a tradice římskokatolické církve a velmi lpí na jejich dodržování.

## Původ označení
Označení fundamentalismus je spojeno s postavou baptistického šéfredaktora Curtise Lee Lawse, který v roce 1920 vydal prohlášení pro všechny křesťany, kteří jsou připraveni: „...jít do bitvy za základy (fundamentals) křesťanství...“ Termín se velmi rychle ujal a značně rozšířil. Laws si pro svůj program vypůjčil několik esejí vydaných mezi léty 1910 a 1915, jež byly vydány ve sbírce The Fundamentals: A Testimony to the Truth. Termín fundamentalismus tak vstoupil do anglického jazyka v roce 1922 a je často zmiňován v souvislosti s náboženskými hnutími.
Původně se tímto termínem označoval souhrn stanovisek hájených v některých křesťanských denominacích soudobého protestantismu (zejména u baptistů, presbyteriánů, evangelíků a metodistů), kde se vytvořil kolem roku 1910 jako antimodernistické, antievolucionistické (kreacionistické), antiliberální a protivědecké učení.

## Prameny fundamentalismu
Definice fundamentalismu může odkazovat na mnoho dalších v minulosti prováděných skutků, např. na Lutherovu zásadu Sola Scriptura či polemiku s nálezky lidskými v církvi u Matěje z Janova. V tomto duchu by se daly nalézt jistě i další historické paralely, které bychom mohli dnes označit za fundamentální či za projevy fundamentalismu (nápravná hnutí, reformace, návrat k učení Ježíše Krista atd). Prameny fundamentalismu v užším smyslu však můžeme sledovat až od 19. století, kdy byly odpovědí na mnohé výzvy, které stavěla věda a moderní společnost před křesťanskou víru (např. evoluce či sekularismus).

### Evangelikalismus
Prvním důležitým pramenem křesťanského fundamentalismu byl vzestup evangelikálních církví a především vznik hnutí Prvního velkého probuzení a Druhého velkého probuzení ve Spojených státech amerických. Británie přispěla svým metodismem v letech 1730-1840. Evropa, především Německo, pak položilo základy pro oba tyto směry rozvojem pietismu. Tento nesourodý základ zvláště vhodně komentuje církevní historik Randall Balmer: „Evangelikální hnutí je typicky severoamerickým fenoménem, který vznikl smíšením myšlenek pietismu, presbyteriánství a pozůstatků puritánství. Evangelikální hnutí si vypůjčila specifické části právě z těchto směrů a to např. vroucnou spiritualitu od pietistů, dogmatickou doslovnost od presbyteriánů a individualistickou introspekci od puritánů.“' Pro evangelikály je rovněž zcela zásadní učení o reálném, nikoliv symbolickém, mesianismu (příchodu Mesiáše) a milenarismu (chiliasmus - tisíciletá Kristova vláda).

### Dispenzacionalisté
Druhým pramenem pak je dispenzacionalismus (z angl. dispension tj. rozptýlení, diaspora), což je proud, který vznikl v roce 1830 v Anglii a zahrnuje novou interpretaci bible. Za zakladatele je považován John Nelson Darby (1800–1882), který byl vůdcem náboženské skupiny plymouthských bratří.
Dispencionalizmus zastává milenarismus (také chiliasmus) a dělí čas do sedmi různých fází, které vnímá jako stupně Božího zjevení. Dále tento směr propaguje, že na konci každého stupně Bůh potrestal lidstvo, protože se ukázalo, že lidstvo před Bohem selhalo. Sekularismus, liberalismus a nemorálnosti v roce 1920 byly pro zastánce tohoto směru důkazem, že lidstvo před Bohem opět selhalo. V tomto duchu tedy Dispenzacionalisté věří, že svět je nyní na pokraji posledního stupně, kdy se odehraje konečná bitva tzv. Armageddon v oblasti Izraelského Megida a po ní nastane milenium, tedy tisícileté Kristovo království. Dispenzacionalisté vytvořili celou „historickou školu,“ jejímž účelem je zkoumat dějinné události, aktuální politický a společenský vývoj. To proto, aby dokázali včas rozpoznat události vedoucí k příchodu Mesiáše. Pro tento směr je zásadní víra v tzv. „tajné nanebevzetí svatých“, které může přijít zcela neočekávaně. Vyvolení pak budou s Mesiášem žít po sedm let v nebi, zatímco ti, kteří zůstanou na zemi, budou po těchto sedm let trpět válkami, hladomory, přírodními a jinými katastrofami. Tento směr však počítá i se speciální židovskou variantou. Židé, jako nevěřící (nepřijali Ježíše za svého spasitele), budou žít ve své zaslíbené zemi (Izraeli), vybudují vlastní stát, avšak vládnout jim bude Antikrist, který se bude pouze vydávat za spasitele. Během jeho vlády dojde k znovupostavení chrámu, zavedení praxe obětování v chrámu, teroru a především k boji Izraelců proti mnohonásobné přesile jejich nepřátel. Celé toto období se bude nazývat Jákobovo soužení a Izrael bude sloužit jako nedokonalý nástroj k nastolení Kristovy vlády. Jákobovo soužení skončí příchodem Mesiáše, který svrhne Antikrista a nastolí své království.

### Princetonská teologie
Třetím pramenem je princetonská teologie, která reagovala na vzrůstající kritiku bible způsobenou rozvojem vědeckého poznání mezi roky 1840-1920. Proti této kritice postavila doktrínu neomylnosti bible, podle níž bible vznikla božím vnuknutím a je zcela prosta jakékoliv chyby nebo omylu. Princentonský profesor teologie Charlese Hodge na svých seminářích vždy trval na tom, že bible je neomylná, protože ji inspiroval či své myšlenky „vdechl“ do autorů (spisovatelů) bible přímo Bůh. Pro podporu tohoto tvrzení mu sloužila tato biblická pasáž: „Veškeré Písmo pochází z Božího Ducha a je dobré k učení, k usvědčování, k nápravě, k výchově ve spravedlnosti.“' (2 Timoteovi 3,16). Princetonští teologové tedy tvrdí, že bibli je třeba chápat zcela doslovně a především ji nepodrobovat vědeckému zkoumaní, kterým vědci běžně zkoumají historické dokumenty. Mimo jiné tvrdí i to, že křesťanský modernismus a liberalismus svádí lidi do pekla (zatracení) stejně jako ostatní nekřesťanská náboženství.
Doktrína „Biblical inerrancy“ tedy neomylností a doslovností bible je stěžejní pro křesťanský fundamentalismus.

### The Fundamentals
Posledním, čtvrtým pramenem fundamentalismu byl dvanáctidílný spis The Fundamentals, vydaný v letech 1910-1915. Jednalo se o sponzorovanou publikaci, která byla zdarma dodána duchovním, laikům a knihovnám v celkovém počtu přesahujícím 3 miliony výtisků. V této verzi se ustálily některé hlavní věroučné body křesťanského fundamentalismu:
- Doktrína o neomylnosti bible.
- Doslovná pravdivost bible, včetně pasáží popisující Kristovy zázraky a stvoření světa Bohem v Genesis.
- Panenské početí Krista
- Vzkříšení a návrat Krista (druhý příchod Mesiáše).
- Zástupná oběť Krista na kříži za hříchy celého lidstva.

Podobně jako princetonská teologie odráží i The Fundamentals odpor některých evangelikálů k narůstající kritice bible a k modernismu.

## Vnímaní fundamentalistů a jejich projevy
Fundamentalisté se obecně vnímají jako lidé, kteří stojí proti moderní společnosti, teoreticky se tak jedná o postmoderní hnutí. A to proto, že fundamentalismus nabízí alternativní pohled na svět (např. kreacionismus místo evoluce). Sami sebe však nevnímají ve většině případů jako bojovníky, ale jako oběti. Věří, že jim moderní společnost vnucuje názory a postoje, které jsou v rozporu s jejich vírou. Zpočátku se tak jedná o běžné věřící, kteří se snaží moderní společnost a svou víru nenásilnou cestou spojit. V případě neúspěchu, pak u nich může dojít k nárůstu agresivity. Ovšem stále s myšlenkou, že jsou pouhými oběťmi moderní společnosti, kterou vnímají pouze negativně a především jsou přesvědčeni, že moderní, sekulární establishment se snaží veškeré náboženství sprovodit ze světa a ne vždy jsou v tomto ohledu paranoidní. To následně vede k boji s touto společností, stále však v rámci zákonů dané země. Existují však i případy kdy náboženský fundamentalismus přeroste v otevřenou válku či terorismus. Je však nutné zmínit, že takovýchto fundamentalistů je absolutní menšina a jedná se spíše o psychicky narušené jedince, než o běžné představitele křesťanského fundamentalismu.

## Opičí proces
Příkladem boje křesťanského fundamentalismu s moderní společností se stal opičí proces (také daytonský proces, Scopesův opičí proces, oficiálně stát Tennessee vs. Scopes), který se odehrál v americkém městečku Dayton, ve státě Tennessee roku 1925. V tomto procesu teoreticky prohrály obě strany. Evolucionisté prohráli soud a fundamentalisté sklidili od tisku neuvěřitelný posměch, který je ještě více utvrdil v jejich představách. V tomto procesu šlo o porušení tzv. Butlerova zákona, který zakazoval výuku evoluce. Tento zákon pomáhal prosazovat William Bell Riley, který byl v té době prezidentem Světové společnosti křesťanských fundamentalistů. Zákon porušil středoškolský učitel John Thomas Scopes, který ho považoval za zcela absurdní. Celý případ získal neuvěřitelnou pozornost. Mimo jiné se jednalo o vůbec první případ, který byl přenášený rádiovým vysíláním do celých Spojených států. Verdikt soudu však byl jednoznačný, Scopes byl odsouzen za porušení Butlerova zákona a potrestán pokutou 100 dolarů. Po odvolání a přezkoumání případu Nejvyšším soudem v Tennessee byl rozsudek zachován, avšak trest byl zmírněn na 50 dolarů.

## Sionismus
Vzestup křesťanského fundamentalismu se projevil i v silné podpoře sionismu, především díky všeobecné víře fundamentálních hnutí v milenarismus (také chiliasmus), tedy v brzký příchodu mesiáše.
Pro dispenzacionalistickou historickou školu hrají židé důležitou roli v příchodu Mesiáše. Proto není překvapením, že se mnohé směry křesťanského fundamentalismu postavily na stranu židů a pomáhaly sionismu. Bez Izraele by totiž, dle přesvědčení fundamentalistů, nebyl možný příchod Mesiáše. Proto vznikaly nadace křesťanských fundamentalistů, které bojovaly za myšlenku sionismu, a to mnohdy s větším zápalem než sami židé, protože cítili, že by tak mohli výrazně urychlit příchod Mesiáše. Historie spojená se sionismem a Izraelem pak byla zvláště pro dispenzacionalistickou historickou školu jasným potvrzením, že jejich víra je správná. Ať již se jednalo o reformu hebrejštiny, Balfourovu deklaraci (1917) či samotné založení státu Izrael (1948), Šestidenní válku či izraelské drtivé vítězství v ní. To vše fundamentalistům potvrzovalo, že jejich výklad bible a historických souvislostí je zcela správný, a rovněž se jednalo o silný impulz, který napomohl dalšímu rozvoji křesťanského fundamentalismu v USA a Evropě.